# Popielewko
Popielewko (do 1945 niem. Klein Poplow) – wieś w północno-zachodniej Polsce, położona w województwie zachodniopomorskim, w powiecie świdwińskim, w gminie Połczyn-Zdrój. Ok. 1 km na wschód od miejscowości znajduje się Jezioro Popielewskie.
Folwark założony XVIII w. Wchodził w skład majątku w Ogartowie, który był własnością rodu von Manteuffel. W 1884 r. należał do rodziny Woeller. 
W latach 1975–1998 miejscowość administracyjnie należała do województwa koszalińskiego.